# Amaeana trilobata
Amaeana trilobata är en ringmaskart som först beskrevs av Sars 1863.  Amaeana trilobata ingår i släktet Amaeana och familjen Terebellidae. Enligt den svenska rödlistan är arten otillräckligt studerad i Sverige. Arten förekommer i Götaland. Artens livsmiljö är havet. Inga underarter finns listade i Catalogue of Life.